# Aximum
 (juillet 2014).
Aximum est une filiale du groupe Colas (treize milliards d'euros de chiffre d'affaires en 2013) spécialisée en sécurité et gestion du trafic. Le groupe Aximum est composée de six filiales : Aximum produits de marquage, Aximum produits de sécurité, Aximum produits électroniques, SES, Véluvine et Prosign. L'ensemble représente le premier groupe français du secteur avec 337 M€ de chiffre d'affaires en 2013 et plus de 2 400 salariés[réf. nécessaire]. L'entreprise est membre du Syndicat des Équipements de la Route[pertinence contestée].

## Historique
- Créée en 1958[réf. nécessaire] sous le nom de Somaro (Société de Matériels Routiers), l'entreprise est spécialisée dans la pose d'éléments de sécurité routière, avec une spécialisation dans les glissières de sécurité. Celle-ci intègre le groupe Colas l'année suivante.
- Dans les années 1970, elle développe ses activités de signalisation avec la signalisation verticale et le marquage au sol (signalisation horizontale).
- Somaro acquiert plusieurs sociétés spécialistes dans la conception et la production d'équipements de sécurité.
- À l'occasion du salon des maires et des collectivités territoriales de novembre 2008, le groupe Somaro annonce son changement de nom et devient Aximum[2].
- En 2010, Aximum rachète l'activité gestion de trafic de Sagem Communications et continue à commercialiser les gammes de feux tricolores et de contrôleurs déjà existantes chez Sagem Communications[3].
- En juillet 2011, Aximum rachète S.E.S., entreprise spécialisée dans la signalisation verticale : signalisation fixe (police, directionnelle, temporaire), structures (mâts, potences, portiques, hauts-mâts) et signalisation variable (panneaux à messages variables).

## Activités

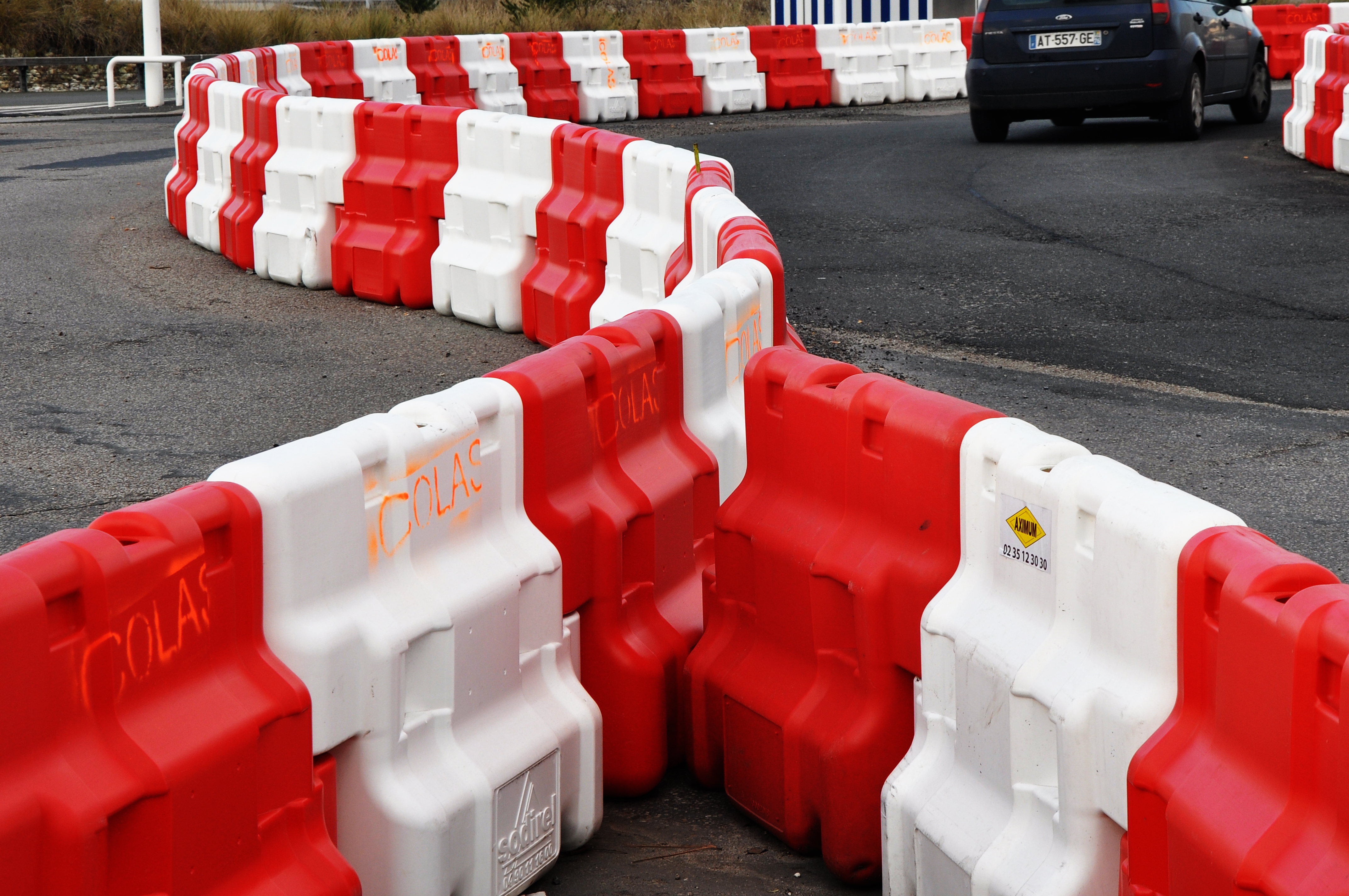
Signalisation Aximum.

- Travaux et services : cette activité, constitue le socle historique de l'entreprise en s'appuyant sur un large réseau composé de centres travaux et la maîtrise d’une grande variété de métiers : signalisation horizontale, signalisation verticale, dispositifs de retenue, gestion de trafic. Leur combinaison permet à Aximum de sécuriser dans leur globalité aussi bien des voies rapides, des routes départementales que des voiries urbaines.
- Fabrication et commercialisation de produits de sécurité routière : cette activité regroupe quatre pôles, les produits électroniques (Elsi, Ero, Franclair, SagemCom), les produits de marquage (regroupement d'APM, Prosign, Fourlon) et de signalisation horizontale, les produits de sécurité (Sodirel, Nordgalva, Profil R…) et la signalisation verticale (S.E.S.)

Aximum dispose d'un réseau de plus de 80 implantations commerciales en France, 9 usines et 1 implantation industrielle et commerciale à Breda (Hollande).

## Filiales
- Aximum produits électroniques
- Aximum produits de marquage
- Aximum produits de sécurité
- Véluvine
- Viamark
- SES